# Батлер, Алан
А́лан Ба́тлер (англ. Alan Butler; род. 1951) — британский писатель

, бывший инженер. Пишет популярные книги по истории периода бронзового века, о минойской культуре Крита, о мегалитических сооружениях в Европе. В своих книгах излагает собственные решения известных загадок истории. Научным сообществом его теории не приняты.
В частности, Батлер известен своей теорией, согласно которой армориканцы (древние жители Великобритании и Бретани) были знакомы с геометрией, в которой окружность делилась на 366 градусов. К такому выводу он пришёл, изучая знаменитый Фестский диск. По его мнению, диск представляет собой сложное вычислительное устройство.
Некоторые из книг Батлера были переведены на русский язык.